# Can Pagès (Girona)
Can Pagès és una masia al veïnat de Campdorà (terme municipal de Girona). Masia allargassada de planta rectangular de planta baixa i un pis pel costat interior, guanyant desnivell per la façana posterior, que dona a la carretera. Aquesta façana té una porta amb accés per una petita escala de pedra, de llinda planera amb data de 1769. La resta d'obertures són finestres de llinda planera de pedra. La façana principal té accés per una porta dovellada de pedra polida. La composició d'obertures és lliure i de llinda planera i de pedra. L'accés a l'espai de l'era es produeix entre una pallissa exempta i la façana lateral esquerra, a través d'un estretament. La façana lateral dreta és posterior, d'obra vista i composició simètrica amb finestres al primer pis d'arcs de punt rodó. La cantonada de gir entre la façana principal i la lateral es produeix per un gran porxo amb un pilar carrat de pedra en cantonera. Teulat amb el carener perpendicular a les façanes laterals. A diferent nivell s'ha construït una piscina i uns vestidors. L'entorn està, igual que la casa, molt ben cuidat.